# Un giorno da cani (EP)
Un giorno da cani è un EP del gruppo musicale italiano Club Dogo, nonché il primo e unico della loro carriera, pubblicato il 12 aprile 2011 dalla Universal Music Group.

## Tracce
1. In mezzo al banco – 2:55
2. Bikini – 2:08
3. Zona di comfort – 3:16
4. Scopa, bocce & scala – 3:00

## Formazione
- Gué Pequeno – rapping, voce
- Jake La Furia – rapping, voce
- Don Joe – campionatore, programmazione, voce, produzione